# USS Helena (CL-50)
O USS Helena foi um cruzador rápido operado pela Marinha dos Estados Unidos e a nona e última embarcação da Classe Brooklyn, depois do USS Brooklyn, USS Philadelphia, USS Savannah, USS Nashville, USS Phoenix, USS Boise, USS Honolulu e USS St. Louis. Sua construção começou em dezembro de 1936 no Estaleiro Naval de Nova Iorque e foi lançado ao mar em agosto de 1938, sendo comissionado em setembro do ano seguinte. Era armado com uma bateria principal composta por quinze canhões de 152 milímetros montados em cinco torres de artilharia triplas, tinha um deslocamento carregado de mais de treze mil toneladas e alcançava uma velocidade máxima de 32 nós.
O Helena passou seus primeiros anos de serviço treinando e foi torpedeado no Ataque a Pearl Harbor em dezembro de 1941, porém foi consertado e modernizado no início de 1942. O navio então foi designado para a Campanha de Guadalcanal, participando da Batalha do Cabo Esperança em outubro, quando ajudou a afundar um cruzador pesado e um contratorpedeiro. No mês seguinte lutou na Batalha Naval de Guadalcanal, desta vez afundando um contratorpedeiro e danificando outros. Além das batalhas, o Helena também ajudou na escolta de comboios de suprimentos e reforços para o Corpo de Fuzileiros Navais lutando em Guadalcanal e participou de ações de bombardeamento.
Guadalcanal foi conquistada no início de 1943 e as forças Aliadas seguiram para a Campanha da Nova Geórgia. O cruzador participou de uma série de ataques preparatórios contra a ilha, culminando em um assalto anfíbio no Golfo de Kula em 5 de julho. O Helena foi torpedeado e afundou na noite seguinte na Batalha do Golfo de Kula enquanto tentava interceptar uma esquadra de reforços japoneses. A maioria de seus tripulantes foi resgatada por contratorpedeiros e um grupo desembarcou em Nova Géorgia, sendo evacuados um dia depois. Entretanto, uma centena permaneceram no mar e foram para a ilha Vella Lavella, conseguindo se esconderem dos japoneses com a ajuda dos nativos.